# مسجد حضرت فاطمه
مسجد حضرت فاطمه مربوط به دوره پهلوی اول است و در تبریز، خیابان تربیت، کوچه نورهاشمی واقع شده و این اثر در تاریخ ۱۸ اسفند ۱۳۸۷ با شمارهٔ ثبت ۲۵۱۸۵ به‌عنوان یکی از آثار ملی ایران به ثبت رسیده است.